# Маккья-Вальфорторе
Маккья-Вальфорторе (итал. Macchia Valfortore) —  коммуна в Италии, располагается в регионе Молизе, в провинции Кампобассо.
Население составляет 757 человек (2008 г.), плотность населения составляет 30 чел./км². Занимает площадь 25 км². Почтовый индекс — 86040. Телефонный код — 0874.
Покровителями коммуны почитаются святитель Николай Мирликийский, чудотворец, празднование 6 декабря, и святой Papa_Bonifacio_IV.

## Демография
Динамика населения:

## Администрация коммуны
- Официальный сайт: